# Princess Tag Team Championship
El Princess Tag Team Championship (Campeonato Princesa en Parejas, en español) es un campeonato en parejas femenino de lucha libre profesional perteneciente a la Tokyo Joshi Pro Wrestling. A finales de 2017, las finales del torneo se llevaron a cabo el 14 de octubre de 2017 y vieron a MiraClians (Shoko Nakajima & Yuka Sakazaki) derrotando a Maho Kurone y Rika Tatsumi para convertirse en las campeonas inaugurales. Las campeonas actuales son Kyoraku Kyomei (Hyper Misao & Shoko Nakajima), quienes se encuentran en su primer reinado como equipo.

## Nombres
| Nombre                               | Años                                        |
| ------------------------------------ | ------------------------------------------- |
| Tokyo Princess Tag Team Championship | 14 de octubre de 2017 — 16 de julio de 2019 |
| Princess Tag Team Championship       | 16 de julio de 2019 — presente              |

## Campeonas

### Campeonas actuales
Las campeonas actuales son Kyoraku Kyomei (Hyper Misao & Shoko Nakajima), quienes se encuentran en su primer reinado en conjunto. Saint-Michel y Sakisama ganaron los campeonatos luego de derrotar a las excampeonas 121000000 (Maki Itoh & Miyu Yamashita) el 16 de marzo de 2025 en Grand Princess '25.
Kyoraku Kyomei todavía no registran hasta el 29 de junio de 2025 las siguientes defensas televisadas:

### Lista de campeonas
|    | Luchador                                                       | N.º | Fecha                    | Días | Show o evento                                                                | Notas y referencias                                                                                                 |
| -- | -------------------------------------------------------------- | --- | ------------------------ | ---- | ---------------------------------------------------------------------------- | --- |
| 1  | MiraClians (Shoko Nakajima (1) & Yuka Sakazaki (1))            | 1   | 14 de octubre de 2017    | 112  | Smile YES Yokohama                                                           | Derrotaron a Maho Kurone y Rika Tatsumi en la final de un torneo.                                                   |
| 2  | NEO Biishiki-gun (Azusa Christie (1) & Sakisama (1))           | 1   | 3 de febrero de 2018     | 89   | Let's Go! Go! If You Go! When You Go! If You Get Lost You Just Go To Nerima! | [ 2 ] |
| 3  | Muscle JK Strikers (Marika Kobashi (1) & Reika Saiki (1))      | 1   | 3 de mayo de 2018        | 93   | Yes! Wonderland ~ Break Myself! ~                                            | [ 3 ] |
| —  | Vacante                                                        | —   | 4 de agosto de 2018      | —    | —                                                                            | Debido una lesión en el hombro de Kobashi.                                                                          |
| 4  | Magical Sugar Rabbits (Mizuki (1) & Yuka Sakazaki (2))         | 1   | 25 de agosto de 2018     | 288  | Brand New Wrestling 2 ~ Now It's Time To Attack ~                            | Derrotaron a Maki Itoh y Reika Saiki en la final de un torneo.                                                      |
| 5  | NEO Biishiki-gun (Misao (1) & Sakisama (2))                    | 1   | 8 de junio de 2019       | 147  | Tokyo Princess Cup 2019                                                      | El 16 de julio de 2019, el título se renombró como Princess Tag Team Championship.                                  |
| 6  | Miu Watanabe (1) & Rika Tatsumi (1)                            | 1   | 3 de noviembre de 2019   | 370  | Ultimate Party                                                               | [ 6 ] |
| 7  | Bakuretsu Sisters (Nodoka Tenma (1) & Yuki Aino (1))           | 1   | 3 de noviembre de 2020   | 161  | Wrestle Princess                                                             | |
| 8  | Neo Biishiki-gun (Mei Saint-Michel (1) & Sakisama (3))         | 1   | 17 de abril de 2021      | 175  | Still Incomplete                                                             | |
| 9  | Magical Sugar Rabbits (Mizuki (2) & Yuka Sakazaki (3))         | 2   | 9 de octubre de 2021     | 273  | Wrestle Princess 2                                                           | |
| 10 | Reiwa Ban AA Cannon (Saki Akai (4) & Yuki Arai (1))            | 1   | 9 de julio de 2022       | 179  | TJPW Summer Sun Princess '22                                                 | |
| 11 | Wasteland War Party (Heidi Howitzer (1) & Max the Impaler (1)) | 1   | 4 de enero de 2023       | 73   | TJPW Tokyo Joshi Pro '23                                                     | |
| 12 | 121000000 (Maki Itoh (1) & Miyu Yamashita (1))                 | 1   | 18 de marzo de 2023      | 13   | Grand Princess '23                                                           | |
| 13 | Magical Sugar Rabbits (Mizuki (3) & Yuka Sakazaki (4))         | 3   | 31 de marzo de 2023      | 70   | TJPW Live in Los Angeles                                                     | |
| —  | Vacante                                                        | —   | 9 de junio de 2023       | —    | —                                                                            | Debido una lesión en el cuello de Sakazaki.                                                                         |
| 14 | Free WiFi (Hikari Noa (1) & Nao Kakuta (1))                    | 1   | 9 de octubre de 2023     | 83   | Wrestle Princess IV                                                          | Derrotaron a Toyo Mates (Mahiro Kiryu & Yuki Kamifuku) por los títulos vacantes.                                    |
| —  | Vacante                                                        | —   | 31 de diciembre de 2023  | —    | —                                                                            | Debido a que Noa se enfermó.                                                                                        |
| 15 | Ryo Mizunami (1) & Yuki Aino (2)                               | 1   | 4 de enero de 2024       | 87   | TJPW Tokyo Joshi Pro '24                                                     | Derrotaron a Daisy Monkey (Arisu Endo & Suzume) y Hakuchumu (Miu Watanabe & Rika Tatsumi) por los títulos vacantes. |
| 16 | Daisy Monkey (Arisu Endo (1) & Suzume (1))                     | 1   | 31 de marzo de 2024      | 175  | Grand Princess '24                                                           | |
| 17 | 121000000 (Maki Itoh (2) & Miyu Yamashita (2))                 | 2   | 22 de septiembre de 2024 | 175  | Wrestle Princess V                                                           | |
| 18 | Kyoraku Kyomei (Hyper Misao (2) & Shoko Nakajima (2))          | 1   | 16 de marzo de 2025      | 105+ | Grand Princess '25                                                           | |

### Total de días con el título
La siguiente lista muestra el total de días que un equipo o un luchador ha poseído el campeonato, si se suman todos los reinados que posee. Actualizado a la fecha del 29 de junio de 2025.

#### Por equipos
| + | Indica al campeón actual |

| N.º | Campeona                                               | Reinados | Total de días |
| --- | ------------------------------------------------------ | -------- | ------------- |
| 1   | Magical Sugar Rabbits (Mizuki & Yuka Sakazaki)         | 3        | 630           |
| 2   | Miu Watanabe & Rika Tatsumi                            | 1        | 370           |
| 3   | 121000000 (Maki Itoh & Miyu Yamashita)                 | 2        | 188           |
| 4   | Reiwa Ban AA Cannon (Saki Akai & Yuki Arai)            | 1        | 179           |
| 5   | Daisy Monkey (Arisu Endo & Suzume)                     | 1        | 175           |
| 5   | NEO Biishiki-gun (Mei Saint-Michel & Sakisama)         | 1        | 175           |
| 7   | Bakuretsu Sisters (Nodoka Tenma & Yuki Aino)           | 1        | 161           |
| 8   | NEO Biishiki-gun (Misao & Sakisama)                    | 1        | 148           |
| 9   | MiraClians (Shoko Nakajima & Yuka Sakazaki)            | 1        | 112           |
| 10  | Muscle JK Strikers (Marika Kobashi & Reika Saiki)      | 1        | 93            |
| 11  | NEO Biishiki-gun (Azusa Christie & Sakisama)           | 1        | 89            |
| 12  | Ryo Mizunami & Yuki Aino                               | 1        | 87            |
| 13  | Free WiFi (Hikari Noa & Nao Kakuta)                    | 1        | 83            |
| 14  | Wasteland War Party (Heidi Howitzer & Max the Impaler) | 1        | 73            |
| 15  | Kyoraku Kyomei (Hyper Misao & Shoko Nakajima)          | 1        | 105+          |

#### Por luchadora
La siguiente lista muestra el total de días que una luchadora ha poseído el campeonato si se suman todos los reinados que posee. Actualizado a la fecha del 29 de junio de 2025.
| + | Indica a la campeona actual |

| N.º | Campeona           | Reinados | Total de días |
| --- | ------------------ | -------- | ------------- |
| 1   | Yuka Sakazaki      | 4        | 742           |
| 2   | Mizuki             | 3        | 630           |
| 3   | Saki Akai/Sakisama | 4        | 591           |
| 4   | Miu Watanabe       | 1        | 370           |
| 4   | Rika Tatsumi       | 1        | 370           |
| 6   | Yuki Aino          | 2        | 248           |
| 7   | Maki Itoh          | 2        | 188           |
| 7   | Miyu Yamashita     | 2        | 188           |
| 9   | Misao/Hyper Misao  | 2        | 253+          |
| 10  | Yuki Arai          | 1        | 179           |
| 11  | Arisu Endo         | 1        | 175           |
| 11  | Mei Saint-Michel   | 1        | 175           |
| 11  | Suzume             | 1        | 175           |
| 14  | Nodoka Tenma       | 1        | 161           |
| 15  | Shoko Nakajima     | 2        | 217+          |
| 16  | Marika Kobashi     | 1        | 93            |
| 16  | Reika Saiki        | 1        | 93            |
| 18  | Azusa Christie     | 1        | 89            |
| 19  | Ryo Mizunami       | 1        | 87            |
| 20  | Hikari Noa         | 1        | 83            |
| 20  | Nao Kakuta         | 1        | 83            |
| 22  | Heidi Howitzer     | 1        | 73            |
| 22  | Max the Impaler    | 1        | 73            |

### Mayor cantidad de reinados

#### Reinados por equipos
| Reinados | Equipo (s)            |
| -------- | --------------------- |
| 3 veces  | Magical Sugar Rabbits |
| 2 veces  | 121000000             |

#### Reinados por luchadora
| Reinados | Luchadora (as)                                                    |
| -------- | ----------------------------------------------------------------- |
| 4 veces  | Saki Akai/Sakisama, Yuka Sakazaki                                 |
| 3 veces  | Mizuki                                                            |
| 2 veces  | Yuki Aino, Maki Itoh, Miyu Yamashita, Hyper Misao, Shoko Nakajima |